# Galerija državnih zastav
Slike državnih zastav.

## Galerija
| Zastava Afganistana                | Zastava Albanije                                  | Zastava Alžirije                   | Zastava Ameriške Samoe               |
| Zastava Ameriških Deviških otokov  | Zastava Andore                                    | Zastava Angole                     | Zastava Angvile                      |
| Zastava Antigve in Barbude         | Zastava Argentina                                 | Zastava Armenije                   | Zastava Arube                        |
| Zastava Avstralije                 | Zastava Avstrije                                  | Zastava Azerbajdžana               | Zastava Bahamov                      |
| Zastava Bahrajna                   | Zastava Bangladeša                                | Zastava Barbadosa                  | Zastava Belgije                      |
| Zastava Belizeja                   | Zastava Belorusije                                | Zastava Benina                     | Zastava Bermudov                     |
| Zastava Bocvane                    | Zastava Bolgarije                                 | Zastava Bolivije                   | Zastava Bosne in Hercegovine         |
| Zastava Brazilije                  | Zastava Britanskega teritorija v Indijskem oceanu | Zastava Britanskih Deviških otokov | Zastava Bruneja                      |
| Zastava Burkina Fasa               | Zastava Burundija                                 | Zastava Butana                     | Zastava Cipra                        |
| Zastava Cookovih otokov            | Zastava Čada                                      | Zastava Češke                      | Zastava Čila                         |
| Zastava Črne gore                  | Zastava Danske                                    | Zastava Dominikanske republike     | Zastava Dominike                     |
| Zastava Džibutija                  | Zastava Egipta                                    | Zastava Ekvadorja                  | Zastava Ekvatorialne Gvineje         |
| Zastava Eritreje                   | Zastava Estonije                                  | Zastava Etiopije                   | Zastava Falklandskih otokov          |
| Zastava Ferskih otokov             | Zastava Fidžija                                   | Zastava Filipinov                  | Zastava Finske                       |
| Zastava Francije                   | Zastava Francoske Polinezije                      | Zastava Gabona                     | Zastava Gambije                      |
| Zastava Gane                       | Zastava Gibraltarja                               | Zastava Grčije                     | Zastava Grenade                      |
| Zastava Grenlandije                | Zastava Gruzije                                   | Zastava Guama                      | Zastava Guernseyja                   |
| Zastava Gvajane                    | Zastava Gvatemale                                 | Zastava Gvineje                    | Zastava Gvineje Bissau               |
| Zastava Haitija                    | Zastava Hondurasa                                 | Zastava Hong Konga                 | Zastava Hrvaške                      |
| Zastava Indije                     | Zastava Indonezije                                | Zastava Iraka                      | Zastava Irana                        |
| Zastava Irske                      | Zastava Islandije                                 | Zastava Italije                    | Zastava Izraela                      |
| Zastava Jamajke                    | Zastava Japonske                                  | Zastava Jemna                      | Zastava Jerseyja                     |
| Zastava Jordanije                  | Zastava Južnoafriške republike                    | Zastava Južne Koreje               | Zastava Kajmanskih otokov            |
| Zastava Kambodže                   | Zastava Kameruna                                  | Zastava Kanade                     | Zastava Katarja                      |
| Zastava Kazahstana                 | Zastava Kenije                                    | Zastava Kirgizistana               | Zastava Kiribatija                   |
| Zastava Kitajske                   | Zastava Kolumbije                                 | Zastava Komorov                    | Zastava Demokratične republike Kongo |
| Zastava Republike Kongo            | Zastava Kostarike                                 | Zastava Kosova                     | Zastava Kube                         |
| Zastava Kuvajta                    | Zastava Laosa                                     | Zastava Latvije                    | Zastava Lesota                       |
| Zastava Libanona                   | Zastava Liberije                                  | Zastava Libije                     | Zastava Lihtenštajna                 |
| Zastava Litve                      | Zastava Luksemburga                               | Zastava Macaa                      | Zastava Madagaskarja                 |
| Zastava Madžarske                  | Zastava Severne Makedonije                        | Zastava Malavija                   | Zastava Maldivov                     |
| Zastava Malezije                   | Zastava Malija                                    | Zastava Malte                      | Zastava Mana                         |
| Zastava Maroka                     | Zastava Marshallovih otokov                       | Zastava Mavricija                  | Zastava Mavretanije                  |
| Zastava Mehike                     | Zastava Mikronezije                               | Zastava Mjanmara                   | Zastava Moldavije                    |
| Zastava Monaka                     | Zastava Mongolije                                 | Zastava Montserrata                | Zastava Mozambika                    |
| Zastava Namibije                   | Zastava Nauruja                                   | Zastava Nemčije                    | Zastava Nepala                       |
| Zastava Nigerije                   | Zastava Nigra                                     | Zastava Nikaragve                  | Zastava Niueja                       |
| Zastava Nizozemske                 | Zastava Nizozemskih Antilov                       | Zastava Norfolka                   | Zastava Norveške                     |
| Zastava Nove Zelandije             | Zastava Omana                                     | Zastava Pakistana                  | Zastava Palava                       |
| Zastava Palestine                  | Zastava Paname                                    | Zastava Papue Nove Gvineje         | Zastava Paragvaja                    |
| Zastava Peruja                     | Zastava Pitcairnskih otokov                       | Zastava Poljske                    | Zastava Portorika                    |
| Zastava Portugalske                | Zastava Romunije                                  | Zastava Ruande                     | Zastava Rusije                       |
| Zastava Svetega Krištofa in Nevisa | Zastava Svetega Vincencija in Grenadin            | Zastava Salomonovih otokov         | Zastava Salvadorja                   |
| Zastava Samoe                      | Zastava San Marina                                | Zastava Svetega Tomaža in Princa   | Zastava Saudove Arabije              |
| Zastava Sejšelov                   | Zastava Senegala                                  | Zastava Severne Koreje             | Zastava Severnih Marianskih otokov   |
| Zastava Sierre Leone               | Zastava Singapurja                                | Zastava Sirije                     | Zastava Slonokoščene obale           |
| Zastava Slovaške                   | Zastava Slovenije                                 | Zastava Srbije                     | Zastava Srednjeafriške republike     |
| Zastava Sudana                     | Zastava Surinama                                  | Zastava Esvatini                   | Zastava Svete Helene                 |
| Zastava Svete Lucije               | Zastava Španije                                   | Zastava Šrilanke                   | Zastava Švedske                      |
| Zastava Švice                      | Zastava Tadžikistana                              | Zastava Tajske                     | Zastava Tajvana                      |
| Zastava Tanzanije                  | Zastava Toga                                      | Zastava Tonge                      | Zastava Trinidada in Tobaga          |
| Zastava Tunizije                   | Zastava Turčije                                   | Zastava Turkmenistana              | Zastava Turksa in Caicoških otokov   |
| Zastava Tuvaluja                   | Zastava Ugande                                    | Zastava Ukrajine                   | Zastava Urugvaja                     |
| Zastava Uzbekistana                | Zastava Vanuatuja                                 | Zastava Vatikana                   | Zastava Venezuele                    |
| Zastava Vietnama                   | Zastava Vzhodnega Timorja                         | Zastava Zahodne Sahare             | Zastava Zambije                      |
| Zastava Združenih držav Amerike    | Zastava Združenih arabskih emiratov               | Zastava Združenega kraljestva      | Zastava Zelenortskih otokov          |
| Zastava Zimbabveja                 |                                                   |                                    |                                      |